# Szomora Kálmán
Szomora Kálmán (Salgótarján, 1938−2005) magyarországi cigány fafaragó művész, szobrász.

## Életpályája
A pécskődombi cigánytelepen született, a család nehéz anyagi helyzete miatt a gimnáziumot két év után abbahagyta, vasesztergályosnak tanult, ebből a szakmából tartotta fenn családját. 1975-től folyamatosan foglalkozott fafaragással. Többször is eljutott a tatabányai Országos Bányász Fafaragó Táborba és annak kiállításaira. Munkahelyén, az Országos Bányaipari Vállalat salgótarjáni gyáregységében három önálló tárlata is volt. 1988-ban elnyerte a Nógrád Megyei Szénbányászati Tröszt díját. 1989-ben meghívták a tokaji alkotótelepre, amelynek több éven át visszatérő vendége lett, és sokat fejlődött fafaragó munkássága. Már ötgyermekes családapa volt, amikor bekapcsolódott a Cigány Ház alkotótábori munkájába is, és részt vett a csoportos kiállításokon. Ihletet a bibliából, a magyar történelemből és a mindennapi életből merített. Alkotásai megtalálhatók a Romano Kher Képzőművészeti Közgyűjteményében és a Magyar Művelődési Intézet gyűjteményében is. A 2009-es Cigány Festészet című reprezentatív albumban megjelentették szakmai életrajzát és öt faszobrának fényképét.

## A Cigány festészet című albumba beválogatott szobrai
- Szent István (hársfa, 31x47 cm, 1989)
- Ülő öregember (hársfa, 15x35 cm, 1990)
- Szobrász (fa, 27x67 cm, 1991)
- Krisztus (fa, 32x142 cm, 1993)
- Szent László (hársfa, 32x57 cm, 1993)[2]

## Kiállításai (válogatás)

### Egyéni
- 1993 • Roma Parlament Galériája, Budapest
- 1994 • Gellért Szálló, Budapest

### Csoportos
- 1989 • Autodidakta cigány képzőművészek országos kiállítása, Néprajzi Múzeum, Budapest
- 1994 • Európai kisebbségek II. fesztiválja, Baja
- 2000 • Roma Képzőművészek III. Országos Kiállítása, Magyar Művelődési Intézet, Budapest